# Coleophora feomicrella
Coleophora feomicrella is een vlinder uit de familie kokermotten (Coleophoridae). De wetenschappelijke naam is voor het eerst geldig gepubliceerd in 1988 door Giorgio Baldizzone.
De soort komt voor in het noorden van Afrika.